# Marguerite de Montferrat (1364-1420)
Marguerite de Montferrat (1364 à Casale Monferrato - 1420 à Morella), est une aristocrate italienne, devenue par mariage comtesse d'Urgell.

## Biographie
Marguerite de Montferrat est la fille du marquis Jean II de Montferrat et d'Isabelle Ire de Majorque. Ses grands-parents paternels sont Théodore Ier de Montferrat et Argentina Spinola, et ses grands-parents maternels sont Jacques III de Majorque et Constance d'Aragon. Ses frères sont les marquis Otton III, Jean III et Théodore II de Montferrat .
Marguerite épouse en 1375/6 Pierre II (1340-1408), comte d'Urgell, vicomte d'Àger, baron d'Entença et d'Antillón. Il est le fils de Jacques Ier, comte d'Urgell et de Cécile de Comminges. Marguerite est sa seconde épouse. Ils ont un fils :
- Jacques II (1380-1433), comte d'Urgell. En 1410, le cousin de son père, Martin Ier d'Aragon, meurt sans descendance, et Jacques II est le parent masculin le plus proche, mais la maison de Trastamare réussit à monter sur le trône d'Aragon.